# Румунсько-югославські відносини
Румунсько-югославські відносини (рум. relaţiile româno-iugoslave, сербохорв. rumunjsko-jugoslovenski odnosi) — історичні двосторонні відносини між Румунією (як Румунським королівством у 1918—1947 роках, так і комуністичною Румунією в 1947—1989 роках) та колишньою Югославією (як Королівством Югославія у 1918—1941 роках, так і комуністичною Югославією в 1945—1992 роках). Були загалом дружніми і лише іноді на них впливала ширша політика альянсів, до яких вони входили.
До створення Югославії та до об'єднання Трансільванії з Румунією остання розвивала відносини з відповідними південнослов'янськими державами (насамперед Сербією) і ті взаємини відіграли визначну роль під час Другої Балканської війни. 

## Порівняння країн
| Загальновживана назва | Румунія                                                                                           | Югославія |
| Офіційна назва        | Соціалістична Республіка Румунія                                                                  | Соціалістична Федеративна Республіка Югославія                                                                           |
| --------------------- | ------------------------------------------------------------------------------------------------- | --- |
| Герб                  |                                                                                                   | |
| Прапор                |                                                                                                   | |
| Столиця               | Бухарест                                                                                          | Белград |
| Найбільше місто       | Бухарест                                                                                          | Белград |
| Державний лад         | Унітарна однопартійна марксистсько-ленінська соціалістична республіка під тоталітарною диктатурою | Соціалістична республіка                                                                                                 |
| Населення             | 23.151.564                                                                                        | 23.229.846 |
| Офіційні мови         | Румунська                                                                                         | Офіційно відсутня Сербохорватська (де-факто загальнодержавна) словенська (у СР Словенія) та македонська (у СР Македонія) |
| Перший керівник       | Георге Георгіу-Деж                                                                                | Йосип Броз Тіто |
| Останній керівник     | Ніколае Чаушеску                                                                                  | Стіпе Месич |
| Релігія               | Румунська православна церква (більшість), державний атеїзм (де-юре)                               | Світська держава (де-юре), державний атеїзм (де-факто)                                                                   |
| Альянси               | Варшавський договір, РЕВ                                                                          | Рух неприєднання |

## Історія

### Міжвоєнний період

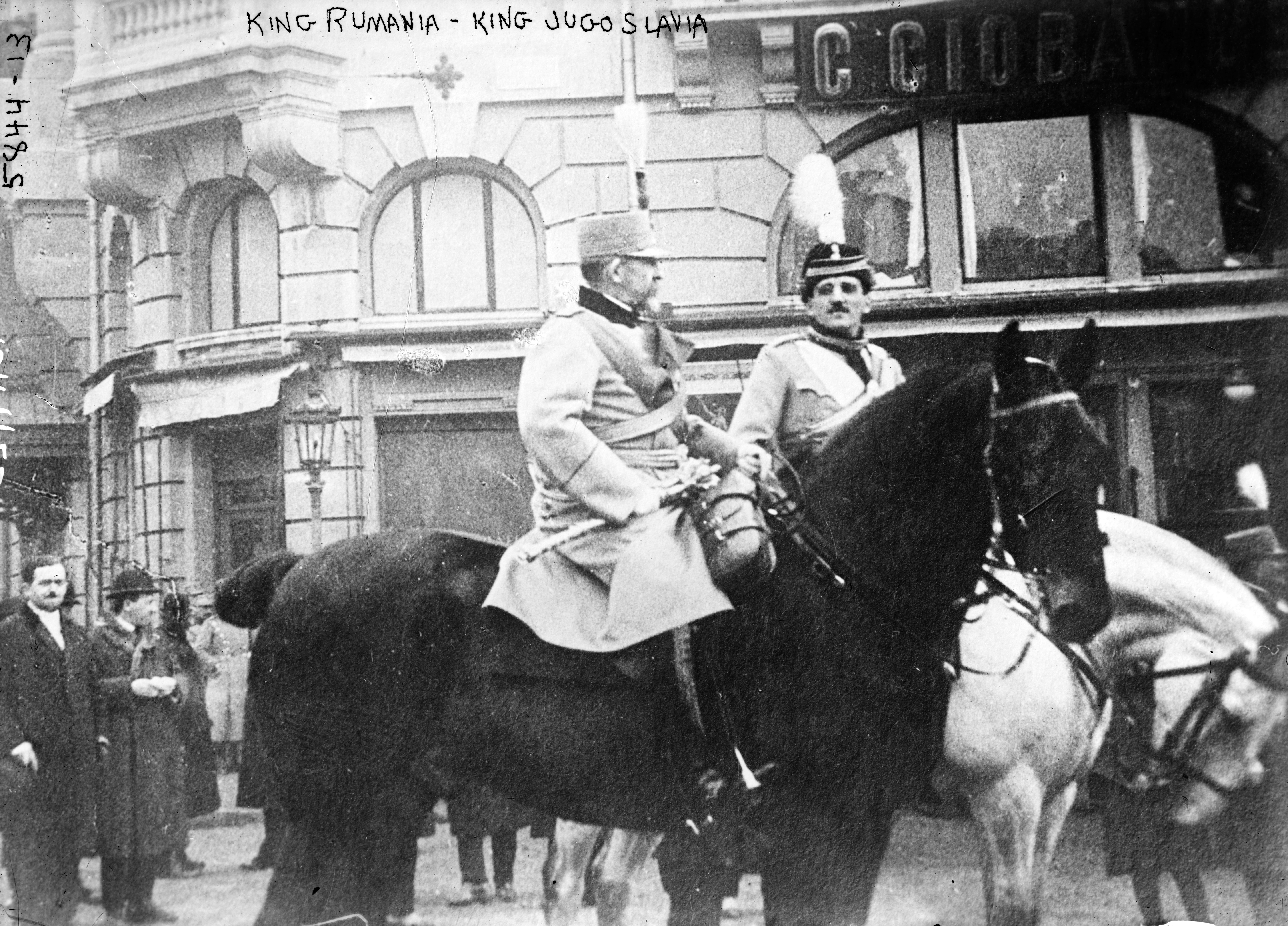
Король Румунії та король Югославії

Завдяки розпаду Австро-Угорщини утворилося Королівство сербів, хорватів і словенців (перейменоване 1929 року на Югославію) та утвердилося в тодішніх кордонах Королівство Румунія. Ці держави налагодили співпрацю в рамках Малої Антанти та Балканського пакту.

### Друга світова війна
Під час Другої світової війни в Югославії країна зазнала поділу на різні безпосередньо окуповані території та маріонеткові держави. Поки більшість інших сусідніх із Югославією держав-членів Осі брали участь у цьому поділі, Румунія утрималася від окупації югославських земель, а деякі джерела твердили, що Румунія неохоче пішла на відмову від цього попри пропозиції Німеччини. Інші джерела засвідчують, що нацистська Німеччина не бажала передавати Румунії Банат через побоювання збройного конфлікту між Румунією та Угорщиною і таким чином встановила своє пряме управління в області.

### Доба холодної війни

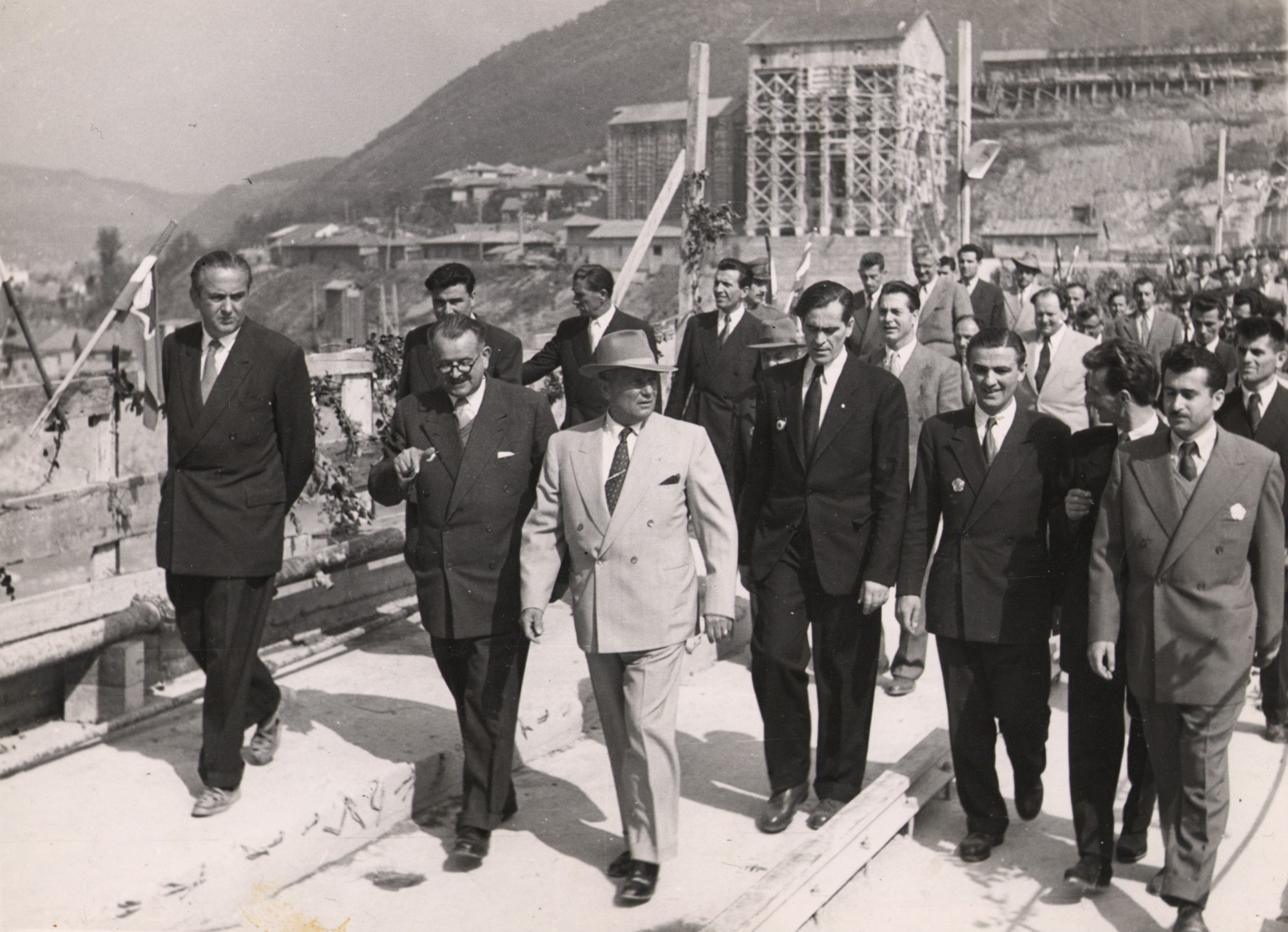
Президент Тіто на будівельному майданчику ГЕС «Залізні Ворота I»

Після розриву 1948 року між Тіто і Сталіним призупинилися або значно погіршилися тісні відносини Югославії з усіма країнами Східного блоку, включаючи Румунію. Взаємини між Югославією та Румунією набули особливої напруженості через питання судноплавства на Дунаї, де раніше Східний блок мав вигідне становище.
Після вторгнення військ Варшавського договору до Чехословаччини Румунія зблизилася з державами, які не входили до Східного блоку. Режим Чаушеску підтримував дружні відносини як з Китаєм, так і з Югославією та відкрито виступав проти доктрини Брежнєва. З 1964 року і до смерті президента Тіто в 1980 році Чаушеску і Тіто зустрічалися понад 20 разів.

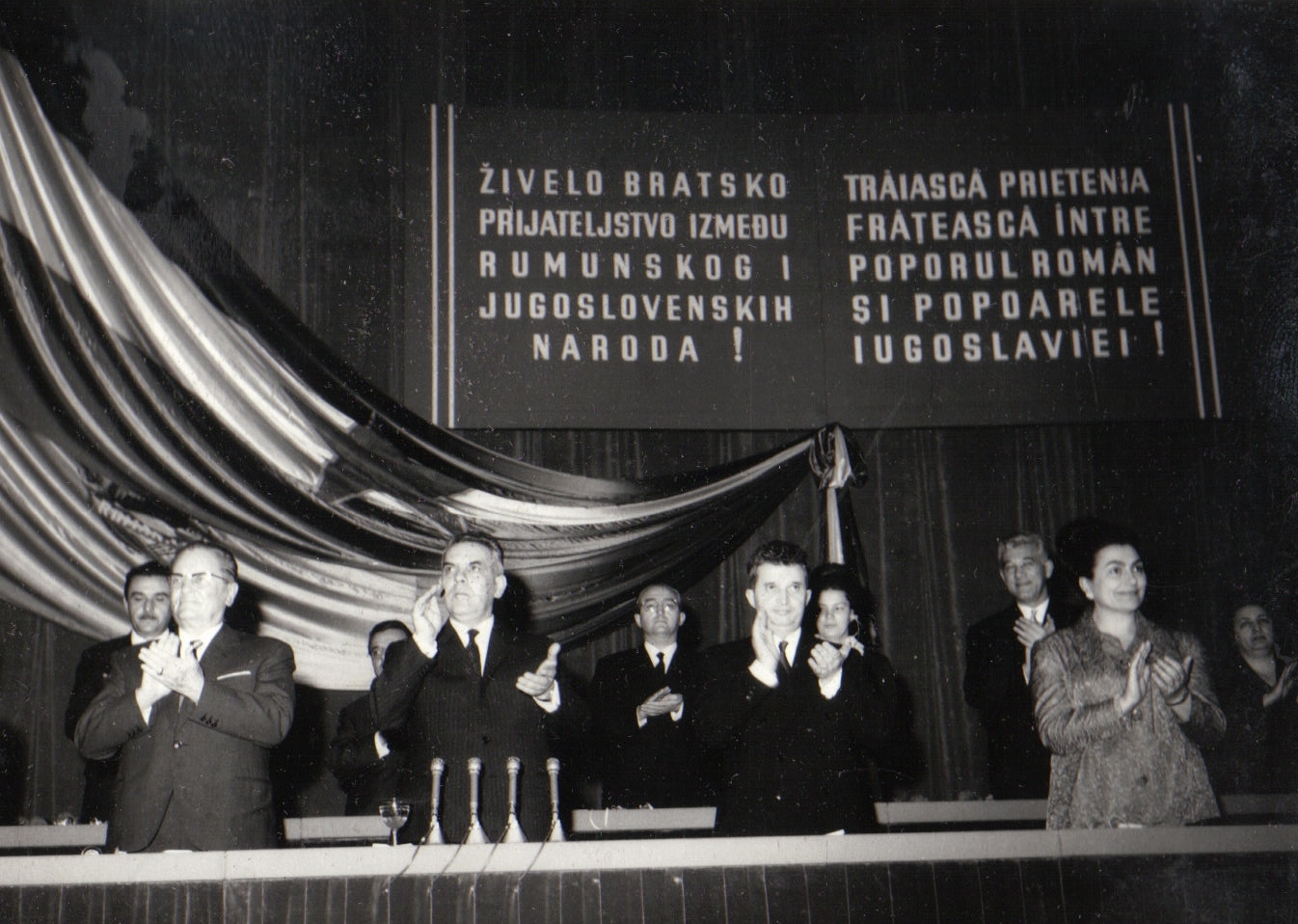
Ніколае Чаушеску, Йосип Броз Тіто, Йованка Броз та інші учасники зустрічі румунсько-югославської дружби в Бухаресті.
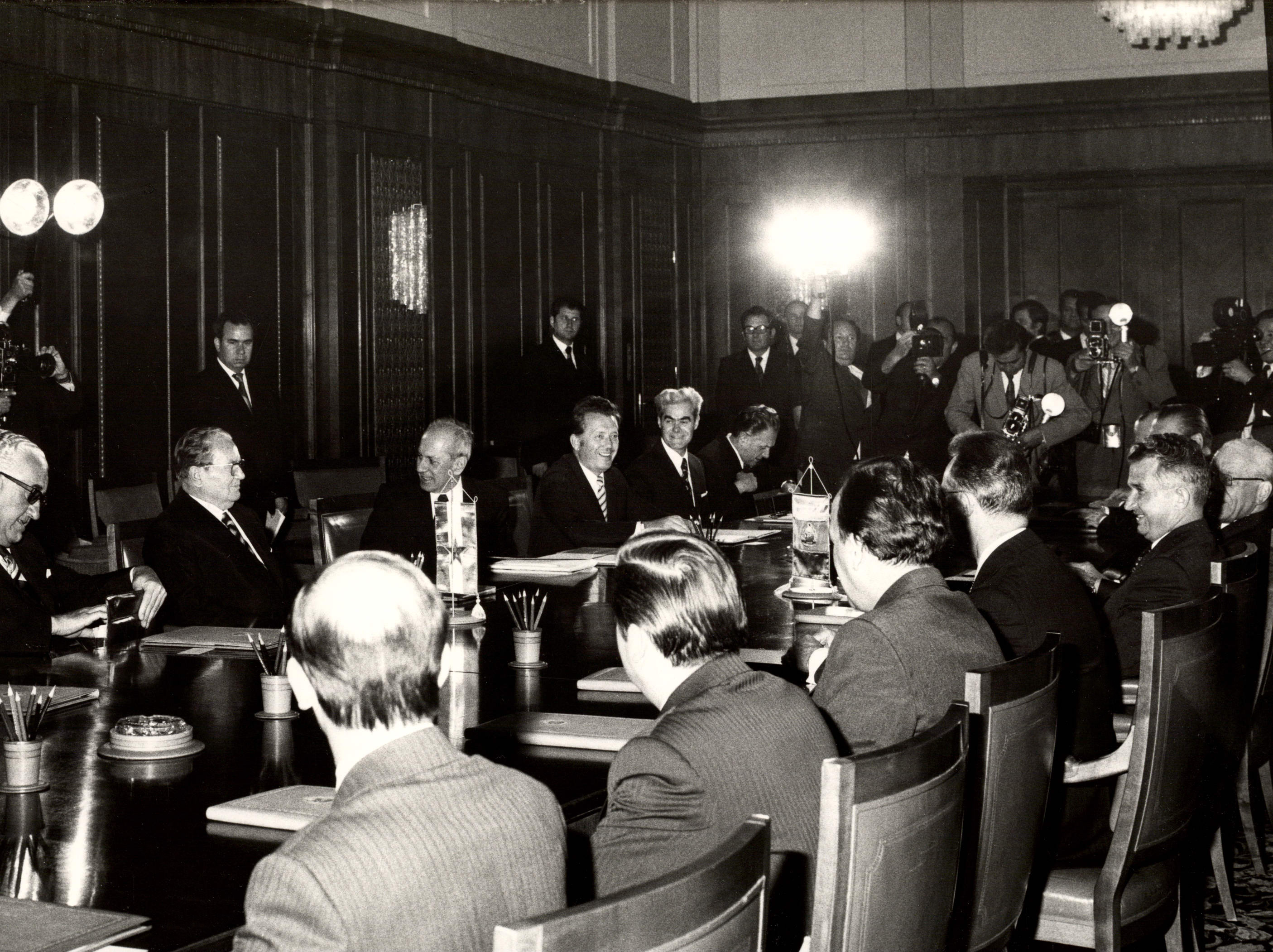
Югославсько-румунські переговори 1974 року в Бухаресті
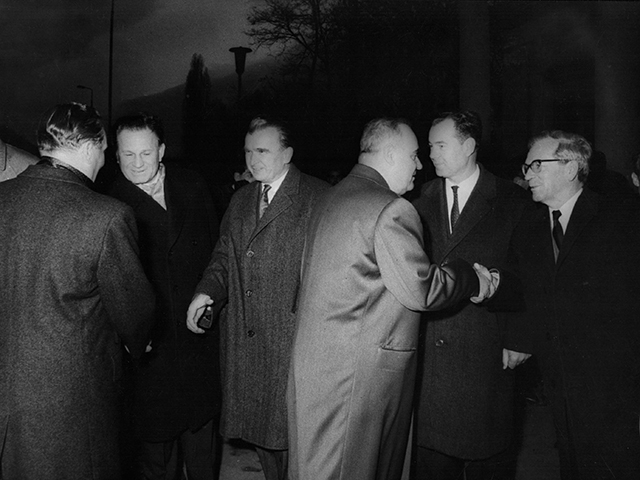
Візит румунської партійної делегації до Белграда в 1963 році
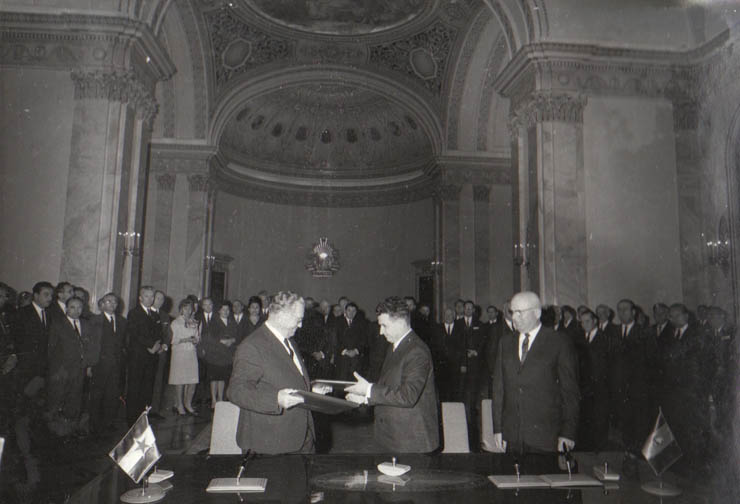
Підписання Спільного комюніке
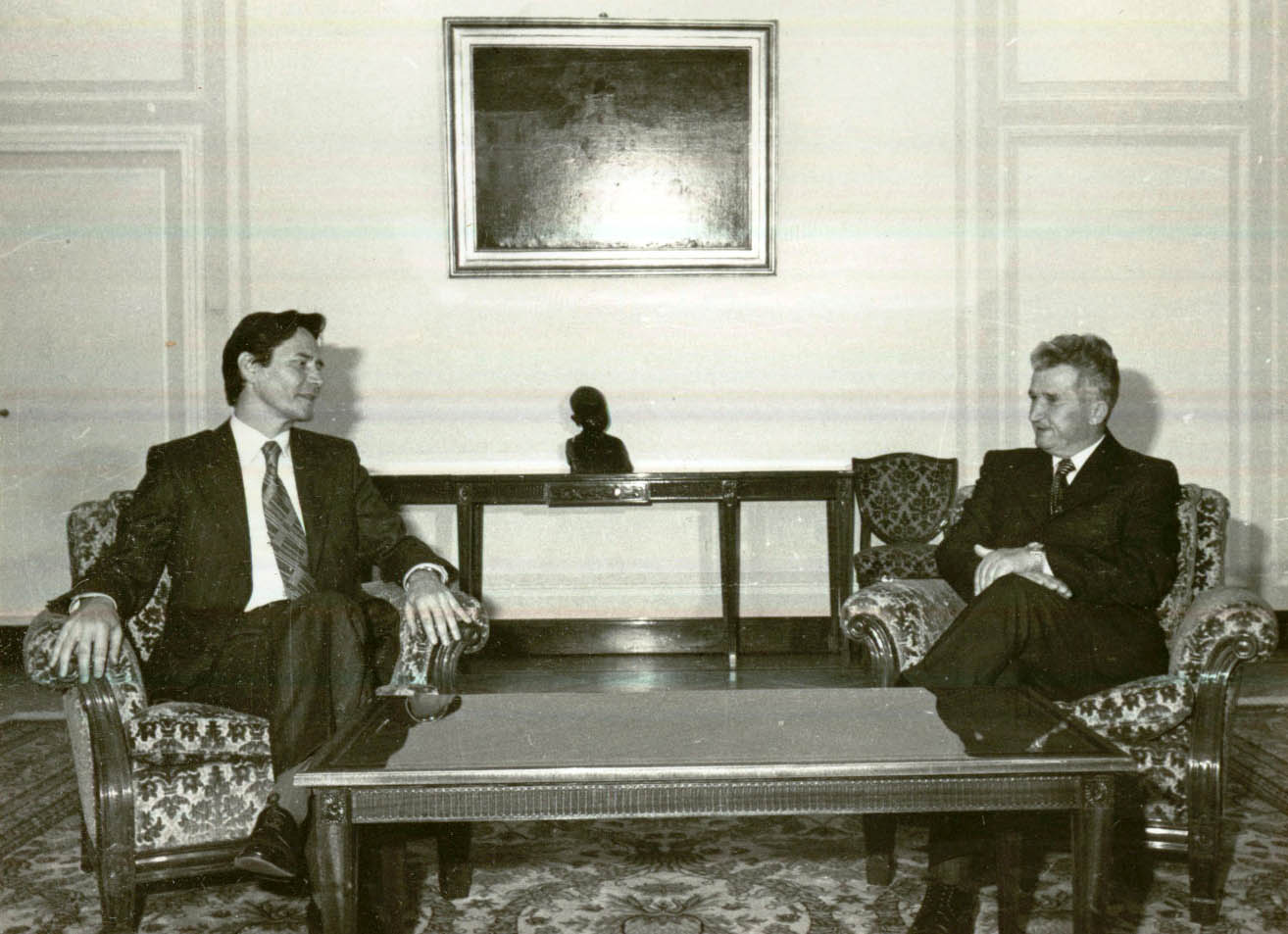
Союзний секретар закордонних справ Йосип Врховец і Ніколае Чаушеску

### Розпад Югославії
Коли спалахнули Югославські війни, Румунія втратила важливого торговельного партнера. У 1993 році президент Румунії Йон Ілієску відвідав Белград, Загреб і Любляну, щоб ознайомитися з їхніми позиціями та запропонувати своє «нейтральне» посередництво. Під час бомбардування Югославії силами НАТО в 1999 році Румунія прийняла запит НАТО та дозволила його літакам використовувати свій повітряний простір. Офіційний Бухарест опинився у делікатному становищі, коли намагався виявити солідарність з Атлантичним альянсом (до якого хотів приєднатися), зберігаючи при цьому свої традиційно добрі відносини з Сербією. Більшість румунів виступала проти втручання НАТО в малу Югославію.